# Улица Исмаила Гаспринского (Казань)
Улица Исмаила Гаспринского (тат. Исмәгыйль Гаспралы урамы, İsmäğil Ğaspralı uramı) — улица в историческом районе Старо-Татарская слобода Вахитовского района Казани. Названа в честь просветителя и общественно-политического деятеля Исмаила Гаспринского (1851-1914).

## География
Находится внутри квартала, ограниченного улицами Татарстан, Сары Садыковой, Ахтямова и парком Карима Тинчурина.
Пересекается со следующими улицами:
- улица Фатыха Карима
- улица Нура Баяна

До постройки в этом районе пятиэтажных жилых домов начиналась от улицы Татарстан и заканчивалась пересечением с улицей Ахтямова.

## История
До революции 1917 года носила название Малая Мещанская и относилась к 5-й полицейской части г. Казани. 23 сентября 1924 года переименована в Гражданскую улицу. Современное название присвоено 25 июня 2001 года.
В первые годы советской власти административно относилась к 5-й части города; после введения в городе административных районов относилась к Сталинскому (с 1956 года Приволжскому, 1935–1973), Бауманскому (1973–1994) и Вахитовскому (с 1994 года) районам.

## Примечательные объекты
- № 31 — жилой дом медико-инструментального завода.[18]